# مجنحات جوبي
مجنحات جوبي (الاسم العلمي:†Gobipterygidae) هي فصيلة منقرضة من طيور ما قبل التاريخ تتبع رتيبة الطيور النقيضة.